# Joan Jubí
Joan Jubí (Mallorca, c. 1490 -Barcelona, 1571) fou un teòleg franciscà, provincial dels franciscans conventuals de la Corona d'Aragó (1542), bisbe absent de Constantina (actual Algèria) i Bisbe auxiliar de Barcelona (1542-1571), on residí habitualment. A nivell pastoral consagrà l'església de Reus el 29 de juny de 1543. En 1549 i 1550 amb llicència del bisbe de Vic ordenà sacerdots a diversos llocs del bisbat, i el mateix practicà a l'octubre de 1553 a Granyena de Segarra, Verdú, Bellpuig, Tàrrega, Cervera, entre altres parròquies. amb llicència de l'ardiaca de Vic D. Segimon Paratge i de Bellfort. Fou l'únic mallorquí que participà en el Concili de Trento, ciutat en què residí entre 1551 i 1552, en el concili actua en nom propi i en representació del bisbe de Girona, i intervingué activament en matèria d'eucaristia i de penitència. És autor De sacratissimo eucharistiae sacramento opusculum nuperrime recognitum et auctum publicat a Barcelona el 1570. A la seva mort deixà tres mil lliures a l'Escola de Randa (Mallorca).